# Monastère de Marienheide

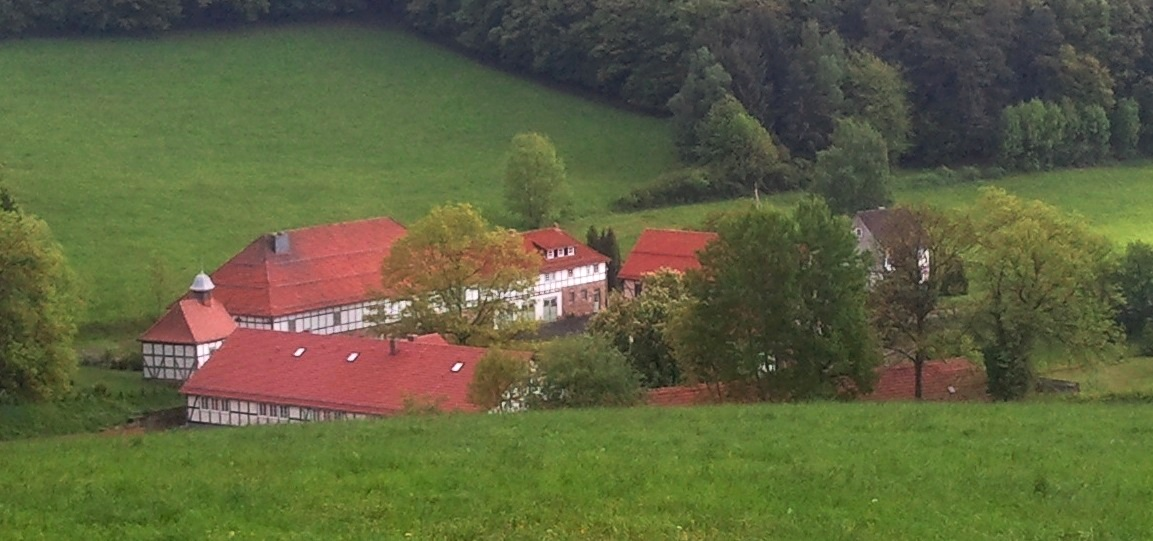
Vue du monastère.

Le monastère de Marienheide (Kloster Marienheide) est un monastère des sœurs de Bethléem situé en Allemagne à Wollstein, près de Waldkappel dans le nord de la Hesse. 

## Histoire
Josef Homeyer, évêque de Hildesheim appelle les sœurs en 1991 qui s'installent dans une villa à Neuenkirchen dans la Lande de Lunebourg (Lüneburger Heide). Le monastère prend le nom de Marienheide, ce qui signifie Sainte Marie de la Lande.
Cependant la spiritualité cartusienne dont elles s'inspirent ne peut être correctement pratiquée dans ces lieux peu propices à la solitude et à la méditation et elles déménagent en l'an 2000 dans un domaine agricole délaissé appelé Wollstein, avec le soutien de l'évêque de Fulda, de l'Œuvre Saint-Boniface et de donateurs. La douzaine de moniales restaurent l'endroit et installent une église qui est consacrée en 2008 par Heinz Josef Algermissen. Elles accueillent des retraitantes et vivent d'artisanat et de produits agricoles dans un environnement préservé, près d'un parc naturel.